# Tegiri
Tegiri is een bestuurslaag in het regentschap Wonogiri van de provincie Midden-Java, Indonesië. Tegiri telt 3281 inwoners (volkstelling 2010).